# Velomobil
Velomobíl ali avto-kolo, ki bi mu po slovensko lahko rekli pedobil, je vozilo na človeški pogon. Vozilo je popolnoma zaprto, da je uporabno skoraj v vseh vremenskih razmerah. Oklep ga varuje tudi v primeru nesreče. Običajno je narejen za enega potnika, obstajajo pa tudi modeli za dva, vendar največkrat v povezavi z električnim pogonom (Twike). Velomobili so običajno narejeni iz koles ali triciklov, ki se nadgradijo z aerodinamično obliko strehe. Nekateri modeli uporabljajo školjko ohišja kar za ogrodje trikolesa. Obstaja samo nekaj proizvajalcev velomobilov oziroma pedobilov, večina pa jih je narejena v domači garaži. Pri nekaterih modelih voznikova glava gleda iz ohišja. To je lahko prednost saj se poveča vidno polje, poleg tega voznik bolje sliši, voznik pa je tako izpostavljen vremenskim vplivom. 
Za uspešnost velomobila je potrebno zadostiti veliko zahtevam, od katerih so najbolj pomembne:
- Majhna teža
- Dobra vidljivost
- Dobra okretnost
- Varnost pri nesreči
- Dobro prezračevanje, skupaj z napravo za odmrzovanje oken
- Širok razpon prestav, pomembne so predvsem lažje prestave
- Dobro aerodinamičnost
- Dobra in trdna zgradba podvozja in kabine
- Dobra zvočna izolacija
- Enostaven vhod in izhod
- Dober sistem za osvetljevanje cestišča
- Nizka cena